# Sinfonia n. 4 (Sibelius)
La sinfonia n. 4 in la minore (op. 63) è stata composta da Jean Sibelius tra il 1910 ed il 1911. Questa composizione segna un punto di svolta significativo nello stile compositivo sinfonico di Sibelius, maturato dal 1909.
La quarta sinfonia di Jean Sibelius è considerata da alcuni studiosi come una delle opere più ardite e sperimentali del maestro finlandese. Il direttore d'orchestra Simon Parmet, amico di Sibelius, arrivava a paragonarla a un ciclone di tale violenza da lasciare completamente devastato il paesaggio musicale sibeliano. Per Giacomo Manzoni, invece, rappresenta «quasi  un ritorno alla “prima maniera” di Sibelius; temi che germinano lentamente, con un procedimento simile a quello di Bruckner; atmosfere strumentali cupe e condensate, libero andamento fantastico delle idee musicali, in contrasto con la forma severa della sinfonia».

## Struttura
A differenza delle sinfonie precedenti, l'architettura della quarta non è determinata dalla presenza di temi chiaramente definibili, bensì da un singolo intervallo elevato ad elemento portante dell'intera struttura: la quarta aumentata, nota anche come tritono. Si tratta di un intervallo risultante dalla somma di tre toni interi (es. fa, sol, la, si) il cui effetto è piuttosto duro oltre a presentare difficoltà nell'intonarlo, al punto di essere proibito utilizzarlo senza preparazione negli esercizi accademici rigorosi e condannato dai teorici antichi, che in latino erano soliti recitare: «Si contra fa est diabolus in musica».
Fra le sette sinfonie di Sibelius non ve n'è una che arrivi alle dimensioni gigantesche della ottava di Anton Bruckner o della terza di Gustav Mahler. Con una quarantina di minuti, le prime due sono le uniche “espansive” che si avvicinano al modello di Brahms. Le restanti cinque tendono verso una crescente concentrazione, compresa la quarta la cui durata temporale (quaranta minuti circa nella interpretazione memorabile di Leonard Bernstein alla testa della New York Philharmonic) può trarre in inganno: essa è dovuta alla lentezza dell'eloquio, ma sul pentagramma la quarta è la più breve non comprendendo la partitura che poco più di una sessantina di pagine.

### Tempo molto moderato, quasi adagio
Il primo movimento indicato Tempo molto moderato, quasi adagio, si apre con una tetra introduzione affidata ai bassi che affermano fin da principio l'intervallo di quarta aumentata. Di primo acchito, il linguaggio musicale si rivela di difficile classificazione: né tonale (invano si cercherebbe la minima affermazione del la minore promesso nel titolo), né atonale, né cromatico, né politonale. Il cupo e spaventoso tessuto sonoro richiama la terrificante introduzione del poema sinfonico L'isola dei morti di Rachmaninov e fa pensare ad un paesaggio invernale notturno finlandese, con le opprimenti tenebre di quando in quando squarciate dall'inquietante bagliore della luce di un'aurora boreale. Archi bassi e fagotti eseguono la successione di note do-re-fa diesis, la cui ambiguità armonica è sostenuta dall'andamento sincopato.  Dopo alcuni solenni accordi degli ottoni, l'intervallo di quarta aumentata compare per la seconda volta nelle parti degli archi acuti e per la terza volta a opera di violoncelli e contrabbassi. Il movimento si conclude riproponendo la stessa desolata atmosfera dell'introduzione, in un lungo unisono in la.

### Allegro molto vivace
Nel secondo tempo, Allegro molto vivace, l'oboe riprende il la conclusivo del movimento precedente ma come terza di fa maggiore; l'atmosfera tetra cede il passo ad una maggiore luminosità dei colori orchestrali e anche la forma dai contorni facilmente riconoscibili favorisce il cambiamento di espressione. Tuttavia, ancor più che nel primo movimento, si afferma incessantemente la cruda asprezza dell'intervallo di tritono con la sua carica di instabilità. Il secondo tempo si configura dunque come uno scherzo anticipato di posizione, con un episodio centrale che tiene luogo del convenzionale trio, ma il doppio più lento. Secondo un procedimento tipico di Sibelius, proprio al culmine della tensione accumulata il movimento si conclude improvvisamente e diviene preda del silenzio.

### Il tempo largo
Nel terzo movimento indicato come Il (sic) tempo largo, nella tonalità di do diesis minore, ritorna il paesaggio desolato e terribile del primo movimento. La struttura si suddivide in due blocchi tematici che si alternano vicendevolmente. La cellula germinale del primo blocco è annunciata dal flauto che procede per gradi congiunti in senso ascendente, con la prima e l'ultima nota che determinano un intervallo di tritono. Anche la cellula germinale del secondo gruppo, presentata dai corni,  è costituita da una figura ascendente, ma a differenza del primo gruppo procede con un'alternanza regolare di salti di quinta e intervalli discendenti di seconda. Il movimento si caratterizza per la sensazione di spazio illimitato conferita dalla disposizione delle tessiture in cui nulla si colloca tra gli acuti ed i gravi; viene spontaneo l'accostamento alle abissali voragini sonore che si aprono tra le note più basse dei contrabbassi e quelle più acute dei violini nel quinto dei Sei pezzi per orchestra op. 6 di Anton Webern. Alla conclusione del tutti, clarinetti e fagotti fanno un'allusione premonitrice a ciò che sarà la conclusione del movimento finale. Poi, anche il terzo tempo si spegne nella stessa fosca solitudine in cui si è concluso il primo.

### Allegro
Il quarto movimento, Allegro, inizia in tono quasi gaio, con il tema iniziale che non riapparirà più nella sua forma iniziale, quasi che la sua unica funzione sia quella di stabilire un legame con il movimento precedente. L'intervallo di tritono riappare anche qui, nella parte della viola sostenuta dal rullo del timpano. Due sono i gruppi tematici che si alternano nel movimento, con il breve ripetuto motivo ostinato del glockenspiel che conferisce una nota glaciale. Dopo un breve sviluppo che riespone in successione i gruppi tematici, la ripresa si presenta fortemente serrata. Ma il secondo gruppo esplode all'improvviso in un terrificante amalgama sonoro, non più dissonante ma discordante e deliberatamente cacofonico, quasi come un cataclisma devastatore di dimensioni cosmiche. La musica sembra rianimarsi, ma è una sensazione brevemente illusoria; segue infatti la conclusione del movimento che si va pian piano spegnendo, con le brusche cadute di settime degli oboi e gli accordi perfetti conclusivi in la minore affidati ai soli archi che concludono la sinfonia richiamando le tetre sonorità con cui è iniziata.